# Bas Lansdorp
Pour les articles homonymes, voir Lansdorp.
Bas Lansdorp (né en 1977) est un ingénieur néerlandais, connu pour être le cofondateur du projet Mars One,.

## Biographie
Bas Lansdorp est diplômé de l'université de Twente en 2003.
Il a travaillé pendant cinq ans à l'université de technologie de Delft sur l'énergie éolienne. En 2008 il fonde la société Ampyx Power, qu'il revend en 2011.

## Mars One
Bas Lansdorp a lancé l'idée d'établir une base sur la planète Mars.
Jusqu'en 2013, il a financé seul le projet Mars One. Le reste du financement était prévu en revendant les droits à la télévision. Pour Bas Lansdorp, ce financement aurait pu permettre de rendre le projet réalisable. Il a eu l'idée du financement du projet en discutant avec Paul Römer, un des créateurs néerlandais de l'émission de télé-réalité Big Brother, diffusée aux Pays-Bas en 1999.
Plus de 2 000 candidats se seraient déclarés sur le site du projet, en payant des droits variables suivant les pays (38 $ pour un Américain, 15 $ pour un Mexicain). Un des objectifs de Lansdorp était de faire payer le public et de l'associer au projet. Le coût du projet était estimé par Lansdorp à 6 milliards de dollars, soit 10 fois moins que l'estimation de la NASA.
Toutefois, en dehors de ces droits d'inscription, la société n'a pas trouvé les financements espérés, en raison notamment de son incapacité à démontrer sa crédibilité scientifique et technique. Elle a été mise en liquidation le 5 mars 2019. Lansdorp avait déjà revendu ses parts depuis plusieurs années.